# Kuru (sjukdom)
Kuru är en infektionssjukdom och neurodegenerativa sjukdomar orsakad av prioner, långsamt verkande smittämnen i form av felaktigt formade protein. Smittämnet förökar sig inne i infekterade hjärnceller och orsakar nedbrytning av hjärnvävnad med kramper, förlamningar och slutligen döden som följd. 
Sjukdomen drabbade framför allt kvinnor och barn bland fore-folket på Nya Guinea och beskrevs av D. Carleton Gajdusek i början på 1950-talet. Troligtvis överfördes smittämnet från avlidna anhöriga vid rituell kannibalism i samband med begravningsceremonier. Sedan kannibalism förbjudits på 1950-talet upphörde smittspridningen. En annan känd sjukdom vållad av prioner är Creutzfeldt-Jakobs sjukdom, som förekommer sporadiskt i andra länder.
Från drygt 200 dödsfall per år under tidsperioden 1957 till 2005 har antalet årliga dödsfall på senare år minskat till mellan noll och ett.
"Kuru" betyder på språket fore, som talas av fore-folket på Nya Guinea, att "skaka (av feber och förkylning)".